# Großkohlham
Großkohlham ist ein Gemeindeteil des Marktes Mitterfels im niederbayerischen Landkreis Straubing-Bogen.
Die Einöde liegt etwa eineinhalb Kilometer Luftlinie nordnordwestlich des Ortskerns von Mitterfels.

## Geschichte
Die ursprüngliche Schreibweise des Ortes war Kolhamb. Im Urbar von 1555 des Kastenamtes Mitterfels war in Großkohlham bereits ein Hof verzeichnet. Im Hofanlagsbuch von 1760 wurden zwei Anwesen geführt, nämlich 1/1-Hof und 1/16-Hof.
Einwohnerentwicklung
| Jahr      | 1838 | 1860 | 1871 | 1875 | 1885 | 1900 | 1913 | 1925 | 1950 | 1961 | 1970 | 1987 |
| --------- | ---- | ---- | ---- | ---- | ---- | ---- | ---- | ---- | ---- | ---- | ---- | ---- |
| Einwohner | 11   | 7    | 11   | 6    | 12   | 11   | 9    | 7    | 7    | 4    | 6    | 4    |